# 倉石奈津美
倉石 奈津美（くらいし なつみ、1980年2月23日 - ）は、日本のAV女優。

## 略歴
神奈川県出身。1999年、『好きです』でAVデビュー。

## 出演作品
- 好きです（1999年1月23日、KUKI）
- 迷子になりたい（1999年2月20日、KUKI）

## 雑誌
- オレンジ通信 1999年03月号
- ビデオ情報 1999年03月号